# سانت-كروا (آن)
سانت-كروا (بالفرنسية: Sainte-Croix)‏ هي بلدية فرنسية تقع في إقليم آن في فرنسا. رمز إنسي لها هو:1342. أما الرمز البريدي لها فهو: 1120.